# Pediobius claviger
Pediobius claviger är en stekelart som först beskrevs av Thomson 1878.  Pediobius claviger ingår i släktet Pediobius och familjen finglanssteklar. Arten är reproducerande i Sverige. Inga underarter finns listade i Catalogue of Life.